# Сподня Брежниця
Сподня Брежниця (словен. Spodnja Brežnica) — поселення в общині Польчане, Подравський регіон‎, Словенія.